# The Last of Us: Left Behind
The Last of Us: Left Behind è un videogioco horror di sopravvivenza in stile avventura dinamica, sviluppato dalla Naughty Dog e pubblicato dalla Sony Computer Entertainment. È stato pubblicato in tutto il mondo per PlayStation 3 il 14 febbraio 2014, come contenuto aggiuntivo scaricabile di The Last of Us; esso fu, in seguito, incluso con The Last of Us Remastered, una versione aggiornata del gioco, distribuita per PlayStation 4 il 29 luglio 2014 ed è stata resa disponibile come un pacchetto di espansione autonomo per entrambe le console il 12 maggio 2015. I giocatori controllano Ellie, una giovane ragazza che passa il tempo con la sua amica Riley dopo il suo inaspettato ritorno, all'interno del mondo post-apocalittico. 
The Last of Us: Left Behind è giocato da una prospettiva in terza persona; i giocatori utilizzano armi da fuoco, armi improvvisate e stealth per difendersi contro gli esseri umani ostili e le creature simili a zombi infetti da un ceppo mutato del fungo Cordyceps. Il combattimento Stealth utilizza un meccanismo di gioco chiamato "modalità ascolto" che consente ai giocatori di individuare efficacemente i nemici attraverso un senso di udito e una consapevolezza spaziale. Il gioco dispone anche di un sistema di crafting, che permette ai giocatori di personalizzare le armi attraverso l'utilizzo di potenziamenti.
Dopo l'annuncio, The Last of Us: Left Behind è stato attesissimo grazie al grande successo di The Last Of Us. È stato acclamato da molti recensori, con elogi particolarmente diretti alla sua storia, caratterizzazione e rappresentazione di personaggi femminili e LGBT. Ha vinto numerosi riconoscimenti a fine anno da parte di numerose testate giornalistiche videoludiche.

## Trama
Dopo un combattimento che lascia Joel gravemente ferito, Ellie cerca in un centro commerciale abbandonato delle forniture per guarirlo. Scopre un kit medico in un elicottero militare in rovina. Mentre tenta di tornare da Joel, Ellie è ostacolata dagli infetti e da alcuni membri di un gruppo umano. Combatte e trova il modo di tornare dall'incosciente Joel, cura la sua ferita aperta e trova un nascondiglio per ripararsi dall'inverno. 
Nei mesi precedenti, prima che Ellie incontrasse Joel, l'amica di Ellie, Riley, sorprende Ellie alla scuola militare di Boston dopo diverse settimane di lontananza. Riley la informa di aver aderito alle Luci, un gruppo miliziano rivoluzionario, e porta Ellie a esplorare un centro commerciale abbandonato. Riley alla fine le rivela di aver trasgredito le regole, ritornando a Boston per rivederla, poiché è stata assegnata a un gruppo delle Luci di una città diversa. Le ragazze discutono, ma Ellie alla fine le dice che appoggia la sua decisione in quanto è qualcosa che Riley ha voluto per tanto tempo. Prima di andare via dal centro commerciale, Riley collega il walkman di Ellie nel sistema sonoro e ballano assieme. Ellie supplica in lacrime Riley di non andare via con le Luci. Riley strappa la piastrina delle Luci che aveva al collo ed Ellie la bacia istintivamente. Attratti dal rumore, gli infetti inseguono Ellie e Riley; corrono, ma vengono morse. In un primo momento considerano di suicidarsi, ma, alla fine, scelgono di trascorrere insieme il tempo rimanente.

## Modalità di gioco
The Last of Us: Left Behind è simile al gameplay di base The Last of Us. In quanto tale, è un survival horror che utilizza una prospettiva in terza persona. Il gioco prevede armi da fuoco, combattimento da mischia e un sistema di copertura. I giocatori controllano Ellie. Una caratteristica aggiuntiva nel combattimento è la capacità di concentrare l'attenzione degli infetti contro i nemici umani, gettando oggetti per distrarli. Ciò comporta un minor numero di nemici da incontrare, dando ai giocatori un vantaggio tattico.
Nel corso del gioco, i giocatori incontrano diverse attività in un centro commerciale come: una giostra, una cabina fotografica, una galleria video, un negozio di maschere, un negozio di videogiochi e delle pistole ad acqua. Tutte queste attività sono interattive, permettono ai giocatori di utilizzarle in modi diversi; per esempio, la cabina fotografica consente ai giocatori di scegliere diversi modi in cui posare per scattare una foto, mentre usando le pistole ad acqua è possibile bagnare Riley.

## Sviluppo

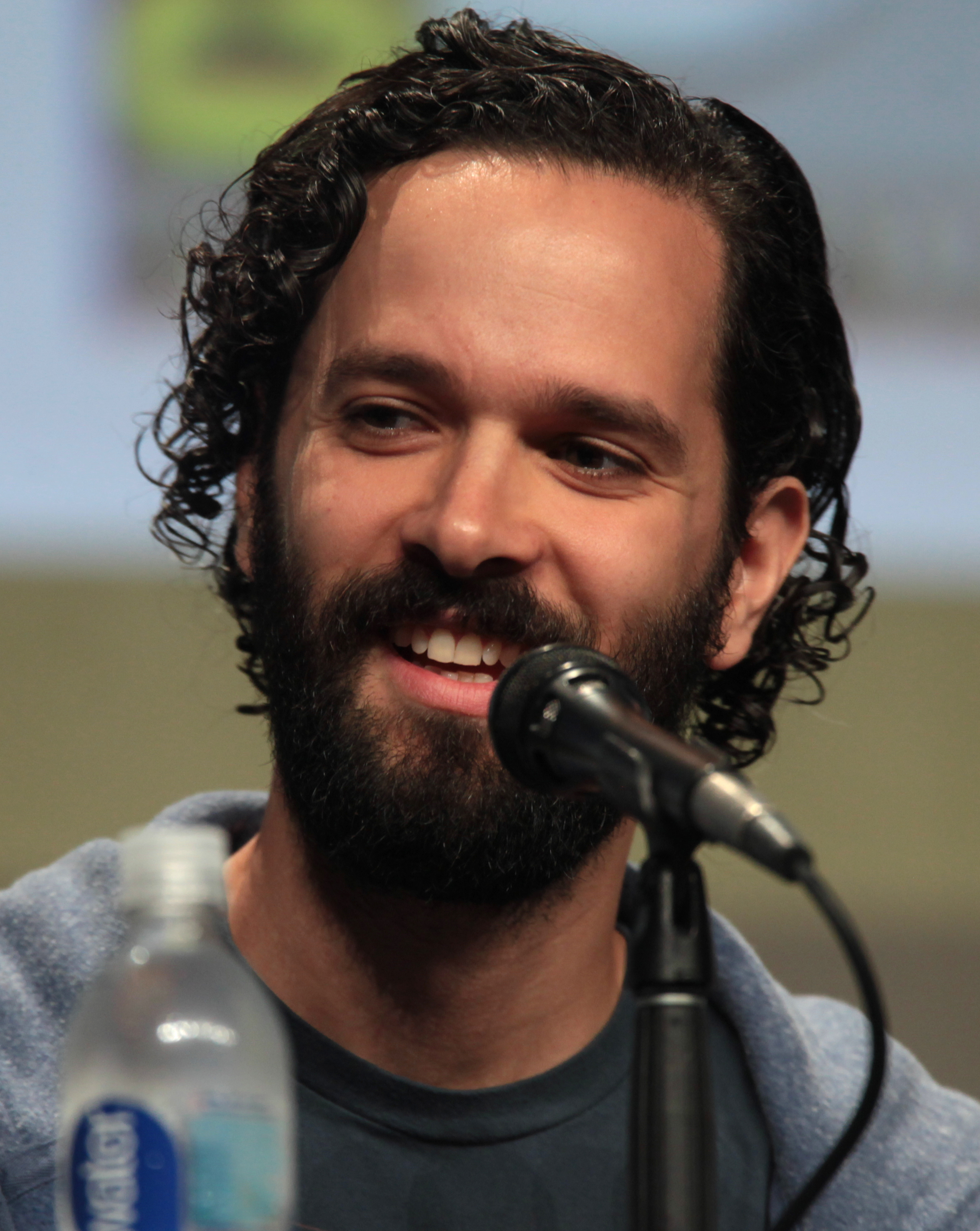
Neil Druckmann in qualità di game director di The Last of Us: Left Behind, ha scritto la storia del gioco.

La Naughty Dog ha iniziato lo sviluppo di The Last of Us: Left Behind dopo la pubblicazione di The Last of Us nel giugno del 2013, con metà team. Dopo la decisione di creare un DLC per la modalità in giocatore singolo, il team di sviluppo ha deciso immediatamente che la storia si sarebbe concentrata sul personaggio di Ellie; essi videro che i giocatori di The Last of Us erano interessati a conoscere gli eventi della vita di Ellie prima degli eventi del gioco principale, in modo particolare gli eventi che hanno coinvolto Riley Abel, menzionati da Ellie in The Last of Us. Inoltre, hanno scoperto che alcuni giocatori erano interessati agli eventi che si sono verificati tra i segmenti Autunno e Inverno del gioco principale, in cui Ellie si preoccupa dell'infortunato Joel. Questo ha portato il team a decidere di contrastare questi due eventi uno contro l'altro, ritenendo che questo aiutasse lo sviluppo della storia. Il game director Bruce Straley ha detto che il team riteneva che la storia giustifichi lo sviluppo di Left Behind.

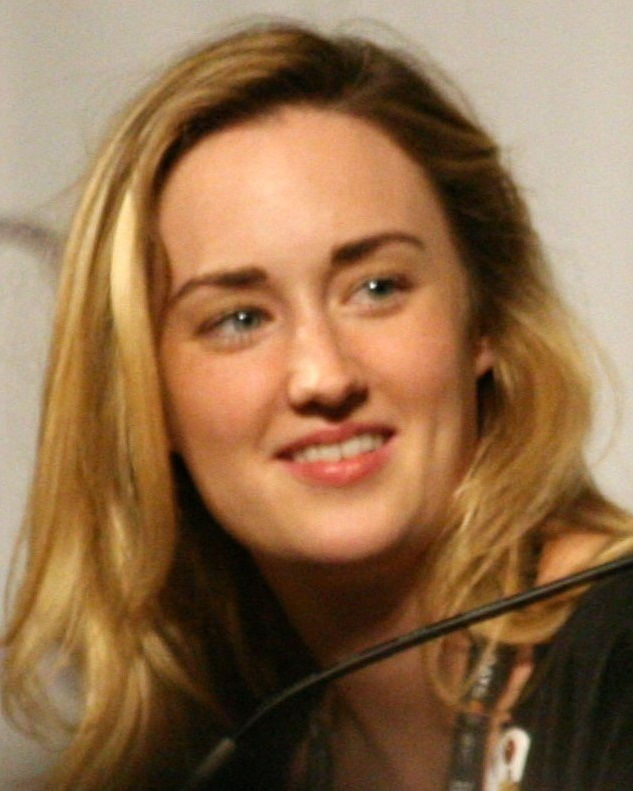
Ashley Johnson ha interpretato Ellie in Left Behind, riprendendo il ruolo di The Last of Us.

Left Behind è stato scritto per concentrarsi sul rapporto tra Ellie e Riley, e raccontare gli eventi che hanno definito le loro personalità successive. Riley è stata cronologicamente introdotta da Ellie in The Last of Us: American Dreams, un fumetto scritto dal direttore creativo Neil Druckmann e l'artista Faith Erin Hicks. Il team ha usato il fumetto come un punto di riferimento quando hanno sviluppato il rapporto tra Ellie e Riley. Druckmann riteneva che il team non avrebbe sviluppato Left Behind se American Dreams non fosse stato scritto. Druckmann ha ritenuto che la storia del rapporto tra Joel e Ellie in The Last of Us riguardasse la sopravvivenza, la lealtà e l'amore e che la relazione di Ellie e Riley in Left Behind riguardasse simili tematiche. Straley riteneva che i temi coinvolgessero l'amore, la perdita e la devozione, pensando alla misura con cui si va a proteggere quelli che amiamo. Ashley Johnson ha interpretato Ellie in Left Behind, riprendendo il ruolo di The Last of Us. Per ritrarre Riley, il team ha scelto Yaani King; Johnson ha notato che è stato interessante recitare con una persona diversa e King si è adattata immediatamente al ruolo. King si è sentita intimidita di prendere parte di un grande progetto, ed era preoccupata di questo. Il team ha trovato interessante raccontare la storia di Riley, dato che i giocatori di The Last of Us erano già a conoscenza dell'effetto che aveva su Ellie; Left Behind mostra che il comportamento di Riley cambia Ellie, provocando l'attenzione di quest'ultima a combattere per salvare quelli vicini a lei. Anche il team era interessata al comportamento di Ellie nei confronti di Riley; ella è percepita come più scherzosa. In Left Behind, Ellie e Riley condividono un bacio; il team era vicino nell'omettere il bacio dal gioco, ma hanno ritenuto che esso fosse cruciale per la storia, per rafforzare la loro relazione.
Sebbene inizialmente egli sentì solo che Ellie considerava Riley come un'influenza, Druckmann poi considerò il fascino romantico di Ellie e decise di esplorare l'idea. Durante la scrittura di The Last of Us, Druckmann aveva un'idea generale degli eventi che avrebbero formato l'identità di Ellie; quando concepì la direzione della storia in Left Behind, ha ritenuto che tutti questi eventi fossero adatti alla storia. Druckmann riteneva che omettendo la natura dell'argomento tra Ellie e Riley, avvenuta prima degli eventi del gioco, permettesse i giocatori di trarre le proprie conclusioni. Il team ha trovato interessanti varie sezioni del gioco, come i riferimenti a Facebook e ad Halloween, in quanto i personaggi non sono consapevoli del loro vero significato.
Il gioco è più concentrato sui personaggi che sul combattimento, in modo tale da permettere ai giocatori di affezionarsi di più. Le sequenze del gioco sono state progettate per contrastare gli altri momenti della vita di Ellie; per esempio, la lotta con le pistola ad acqua contro Riley è in contrasto con le armi da fuoco con i nemici. Il team ha dichiarato che la creazione di alcune meccaniche di gioco è stata una sfida, come l'animazione delle maschere indossate da Riley ed Ellie durante il gioco; ci sono volute diverse iterazioni prima che il progetto finale venisse implementato.
È stato pubblicato in tutto il mondo per PlayStation 3 il 14 febbraio 2014, come contenuto aggiuntivo scaricabile di The Last of Us; esso fu, in seguito, incluso con The Last of Us Remastered, una versione aggiornata del gioco, distribuita per PlayStation 4 il 29 luglio 2014 ed è stata pubblicata come un pacchetto di espansione autonomo per entrambe le console il 12 maggio 2015.

## Accoglienza

### Critica
| Metacritic     | 88/100  |
| CVG            | 7/10    |
| EGM            | 8.5/10  |
| Eurogamer      | 10/10   |
| Game Informer  | 8.75/10 |
| GameSpot       | 9/10    |
| IGN            | 9/10    |
| Polygon        | 8/10    |
| VideoGamer.com | 7/10    |

The Last of Us: Left Behind è stato accolto con forte successo di critica. Metacritic, che assegna un punteggio normalizzato nell'intervallo da 0 a 100, ha calcolato un punteggio medio di 88 su 100, indicando "recensioni generalmente favorevoli" sulla base di 69 recensioni. I recensori hanno elogiato lo sviluppo del personaggio, storia e sotto testo, gameplay, combattimento e la rappresentazione di personaggi femminili e LGBT.
Tom Mc Shea di GameSpot ha trovato la storia profonda, e Colin Moriarty di IGN l'ha definita una delle caratteristiche di spicco del gioco. Matt Helgeson di Game Informer ha scritto che la sceneggiatura "brilla", e che ha contribuito in modo significativo allo sviluppo dei personaggi. Henry Gilbert di GamesRadar ha ritenuto che la storia fosse "intermittentemente intensa, tragica, umoristica, e persino agitata". Nick Cowen di Computer and Video Games ha trovato la storia "meno soddisfacente" di The Last of Us a causa della mancanza di nuovi dettagli su Ellie, ma ha dichiarato che comunque è "ricco di azione e divertente".
I personaggi, in particolare la relazione tra Ellie e Riley, hanno ricevuto acclamazioni. Philip Kollar di Polygon ha apprezzato la capacità del gioco di ritrarre personaggi femminili realistici, osservando che loro "non sono stereotipi semplici". Helgeson di Game Informer ha accolto con favore l'aggiunta di Riley, osservando che lei è "giocato con lo stesso livello di profondità e sottigliezza emotiva come gli altri personaggi". Tim Martin di The Daily Telegraph ha elogiato "l'interazione" tra Ellie e Riley e Stace Harman di Eurogamer ha ritenuto che il gioco migliora la comprensione del rapporto tra Joel ed Ellie. Le performance del personaggio hanno, inoltre, ricevuto apprezzamenti da Moriarty di IGN e da Kirk Hamilton di Kotaku ritenendo che il gioco sia migliorato di conseguenza.
Il gioco ha ricevuto reazioni positive per aver inserito personaggi LGBT. Il bacio condiviso da Ellie e Riley è stato descritto da Hamilton di Kotaku come "il più recente passo avanti nel mondo dei videogiochi", dichiarandolo "un grande affare". Keza MacDonald di IGN ha scritto che il bacio è stato "così bello e naturale e divertente tanto da esserne rimasta esterrefatta". Edward Smith dell'International Business Times ha ritenuto che il bacio fosse "il primo esempio di intimità, in un videogioco, che non intendesse qualcosa", riconoscendolo come "un'espressione sia di una crescente sessualità adolescenziale e sia di ... un'amicizia". Amplify, un progetto del gruppo no-profit di avvocati per la gioventù ha riferito che il bacio ha attirato critiche omofobe da parte di alcuni giocatori.
Molti recensori hanno trovato nel gameplay e nel combattimento una differenza innovativa dagli altri giochi. Harman di Eurogame ha elogiato la capacità del gioco di collegare il gameplay alla storia, notando che aggiunge "diversità e dinamismo". Helgeson di Game Informer ha apprezzato la funzione aggiuntiva del gioco di permettere ai giocatori di forzare i combattimenti tra i nemici infetti e umani, definendo tali sequenze "impegnative", mentre Martin di The Daily Telegraph ha apprezzato la capacità del gioco di contestualizzare le sequenze di combattimento. Tuttavia, alcuni critici hanno giudicato negativamente una parte del gameplay alla fine del gioco, che richiedeva ai giocatori di uccidere un gran numero di nemici. Mc Shea di GameSpot ha osservato che è stato "innaturale", e Moriarty di IGN l'ha definito "forzato". Eric L. Patterson di Electronic Gaming Monthly ha scritto che i giocatori si sentiranno "delusi" se giocano "più per il gioco che per la storia".

### Riconoscimenti
The Last of Us: Left Behind ha ricevuto diverse nomination e premi. Dopo il rilascio, GameSpot ha assegnato a Left Behind il premio Game of the Month for February 2014. Per l'anno 2014, è stato definito come il gioco più votato, per PlayStation 3 da GameRankings e da Metacritic. GameSpot ha nominato il gioco per il Game of the Year, e gli ha assegnato PS3 Game of the Year. Ha inoltre ricevuto il Most Valuable Add-On Content al SXSW Gaming Awards, e miglior DLC da Hardcore Gamer. La storia del gioco ha ricevuto premi agli 11th British Academy Video Games Awards, agli IGN AU Black Beta Select Awards 2014, e ai 67th Writers Guild of America Awards; il finale del gioco ha anche vinto il Best Memorable Moment dall'IGN Australia. Il personaggio di Ellie ha ricevuto il Most Valuable Character al SXSW Gaming Awards, mentre la performance di Ashley Johnson come personaggio ha vinto un premio al British Academy Video Games Awards. Il gioco è stato, inoltre, riconosciuto come "innovativo"; è stato nominato per il Games for Change Award al The Game Awards 2014, così come per il Matthew Crump Cultural Innovaton Award al SXSW Gaming Awards.